# Neomammillaria rhodantha
Neomammillaria rhodantha là một loài thực vật có hoa trong họ Cactaceae. Loài này được (Link & Otto) Britton & Rose mô tả khoa học đầu tiên năm 1923.